# Timvinkel
Timvinkeln är en vinkel som används för att beskriva en stjärnas eller ett annat objekts position på himmelssfären inom astronomin. Det är vinkeln mellan den timhalvcirkel som innehåller objektet och (den lokala) meridianen (den timhalvcirkel som innehåller zenit), mätt mot väster längs himmelsekvatorn.
Timvinkeln anges i regel i intervallet 0-24 h (som här är ett vinkelmått med 24 h = 1 varv).
Timvinkel = stjärntid - rektascension
- Rektascentionen anger hur mycket celest öster om vårdagjämningspunkten som objektet befinner sig.

- Timvinkeln anger hur mycket celest väster om meridianen som objektet befinner sig

- Stjärntiden anger hur mycket celest väster om meridianen som vårdagjämningspunkten befinner sig.

- Vårdagjämningspunkten har rektascentionen noll.

- Stjärntiden är vårdagjämningspunktens timvinkel.

- Stjärntiden är den rektascention som meridianen har.

- Meridianen har timvinkeln noll.